# Rincón (livada)
Rincón je travnata livada. 

## Livada
Riječ dolazi iz španjolskog jezika i znači na hrvatskom kut. U širokoj je uporabi u engleskom jeziku na Jugozapadu SAD-a, gdje se osobito odnosi na nagetu livadu, obično strmu, licem okrenutu ka gornjim obroncima šumovite planine. Ove karakteristične visoke livade oblikovane su opetovanim zamrzavanjem i otapanjem sniježnih nakupina na južnim padinama, čime je nastalo stanište koje nije pogodno za nastanak šume. U tom obliku dalje ih zadržavaju učestali šumski požari niskog intenziteta. Poznati primjer šumskog požara koji je izbio na rinconu a da je imao katastrofalne posljedice jest požar na Cerro Grandeu u Novom Meksiku, SAD.

## Reljef
U novomeksičkom španjolskom znači i "malo osamljeno mjesto, "kutijasti kanjon", a može značiti i "križanje, spojište, kut". Ponekad se izraz pojavljuje u opisnom obliku rinconada.